# National League South
National League South trước đây gọi là: Conference South hoặc còn có tên gọi khác: Vanarama National League South bởi lý do tài trợ) là một trong hai giải đấu thuộc cấp bậc 2 của National League (Bóng đá Anh) ở Anh, nằm ở ngay dưới hạng đấu National League (division). Ngang hàng với National League North, National League South là cấp độ thứ hai của Hệ thống liên đoàn quốc gia Anh, và là cấp độ 6 của hệ thống các giải bóng đá Anh.
National League South được giới thiệu năm 2004, là một phần trong công cuộc tái cơ cấu hệ thống quy mô lớn của Hệ thống liên đoàn quốc gia Anh. Đội vô địch tại giải đấu này được thăng hạng lên giải Conference Premier. Suất thăng hạng thứ hai dành cho đội thắng play-off giữa các đội nằm ở vị trí thứ 2 đến vị trí thứ 5 trong bảng xếp hạng. Ba đội cuối bảng xếp hạng chuyển xuống chơi ở các giải đấu Isthmian League Premier Division, Southern League Premier Division và Northern Premier League Premier Division.
Vì lý do nhà tài trợ nên hạng đấu này từng được mang tên Blue Square South (2007-2010), Blue Square Bet South (2010-2013), Skrill South (2013-2014) và bây giờ là Vanarama Conference South theo một hợp đồng có thời hạn 3 năm tính từ tháng 7 năm 2014. Bắt đầu mùa giải 2015-16, giải đấu được gọi là National League South.

## Câu lạc bộ thành viên hiện tại 2015-16

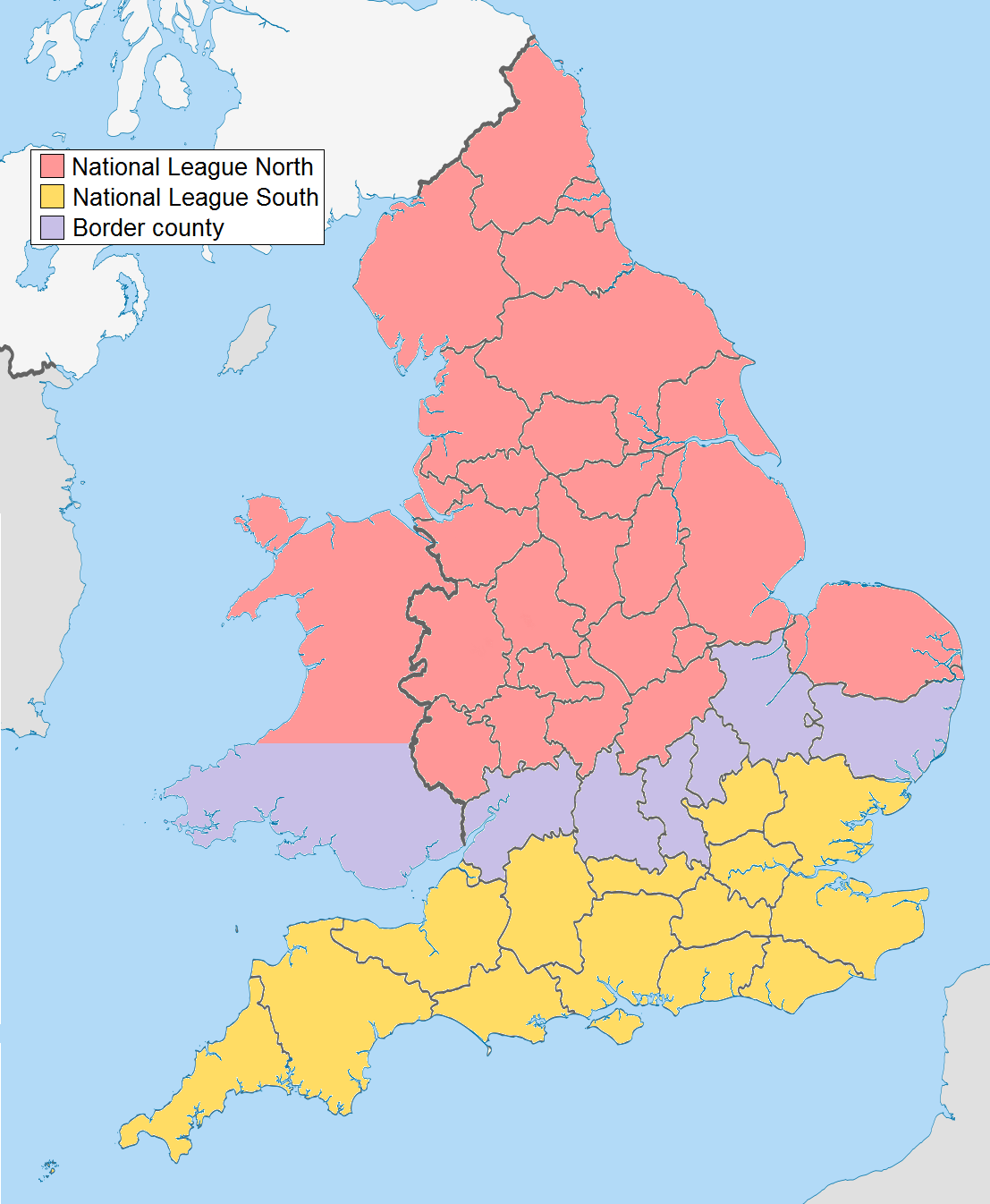
Khu vực bao phủ bởi National League South được tô màu vàng. Các đội ở National League South cũng đến từ các hạt biên giới bao quanh National League North (tím).

| Câu lạc bộ             | Thứ hạng mùa trước 2014–15                               |
| ---------------------- | -------------------------------------------------------- |
| Basingstoke Town       | 3rd                                                      |
| Bath City              | 14th                                                     |
| Bishop's Stortford     | 16th                                                     |
| Chelmsford City        | 10th                                                     |
| Concord Rangers        | 7th                                                      |
| Dartford               | 22nd (Xuống hạng từ Conference Premier)                  |
| Eastbourne Borough     | 11th                                                     |
| Ebbsfleet United       | 8th                                                      |
| Gosport Borough        | 6th                                                      |
| Havant & Waterlooville | 5th                                                      |
| Hayes & Yeading United | 19th                                                     |
| Hemel Hempstead Town   | 9th                                                      |
| Maidenhead United      | 18th                                                     |
| Maidstone United       | 1st in Isthmian League Premier Division                  |
| Margate                | 3rd in Isthmian League Premier Division (Thắng play-off) |
| Oxford City            | 6th in Conference North (transferred)                    |
| St Albans City         | 13th                                                     |
| Truro City             | 3rd in Southern League Premier Division (Thắng play-off) |
| Sutton United          | 15th                                                     |
| Wealdstone             | 12th                                                     |
| Weston-super-Mare      | 17th                                                     |
| Whitehawk              | 4th                                                      |

## Các sân vận động ở Conference South mùa giải 2014-15
| Đội nhà                                | Sân vận động          | Sức chứa |
| -------------------------------------- | --------------------- | -------- |
| Bản mẫu:Fb team Bath City              | Twerton Park          | 8,840    |
| Bản mẫu:Fb team Basingstoke Town       | The Camrose           | 6,000    |
| Bản mẫu:Fb team Havant & Waterlooville | West Leigh Park       | 5,250    |
| Bản mẫu:Fb team Sutton United          | Borough Sports Ground | 5,013    |
| Bản mẫu:Fb team Ebbsfleet United       | Stonebridge Road      | 5,011    |
| Bản mẫu:Fb team Bishop's Stortford     | ProKit UK Stadium     | 4,525    |
| Bản mẫu:Fb team Gosport Borough        | Privett Park          | 4,500    |
| Bản mẫu:Fb team St Albans City         | Clarence Park         | 4,500    |
| Bản mẫu:Fb team Eastbourne Borough     | Priory Lane           | 4,134    |
| Bản mẫu:Fb team Dartford               | Princes Park          | 4,100    |
| Bản mẫu:Fb team Truro City             | Treyew Road           | 3,500    |
| Bản mẫu:Fb team Weston-super-Mare      | Woodspring Stadium    | 3,500    |
| Bản mẫu:Fb team Concord Rangers        | The Aspect Arena      | 3,300    |
| Bản mẫu:Fb team Hemel Hempstead Town   | Vauxhall Road         | 3,152    |
| Bản mẫu:Fb team Chelmsford City        | Melbourne Stadium     | 3,065    |
| Bản mẫu:Fb team Hayes & Yeading United | York Road             | 3,000    |
| Bản mẫu:Fb team Maidenhead United      | York Road             | 3,000    |
| Bản mẫu:Fb team Wealdstone             | The Vale              | 2,640    |
| Bản mẫu:Fb team Maidstone United       | Gallagher Stadium     | 2,226    |
| Bản mẫu:Fb team Margate                | Hartsdown Park        | 2,100    |
| Bản mẫu:Fb team Oxford City            | Court Place Farm      | 2,000    |
| Bản mẫu:Fb team Whitehawk              | The Enclosed Ground   | 2,000    |

## Những nhà vô địch của giải đấu

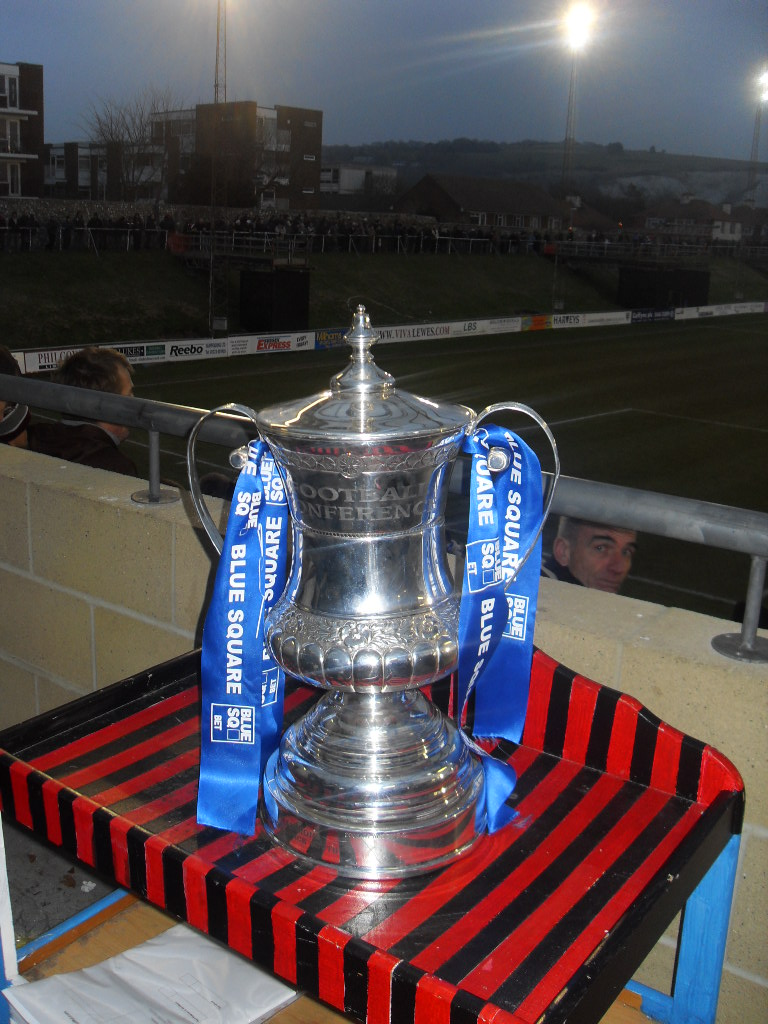
Cúp vô địch Conference South

| Mùa giải | Đội vô địch    | Đội thắng Playoff      |
| -------- | -------------- | ---------------------- |
| 2004–05  | Grays Athletic | Eastbourne Borough **  |
| 2005–06  | Weymouth       | St Albans City         |
| 2006–07  | Histon         | Salisbury City         |
| 2007–08  | Lewes          | Eastbourne Borough     |
| 2008–09  | AFC Wimbledon  | Hayes & Yeading United |
| 2009–10  | Newport County | Bath City              |
| 2010–11  | Braintree Town | Ebbsfleet United       |
| 2011–12  | Woking         | Dartford               |
| 2012–13  | Welling United | Salisbury City         |
| 2013–14  | Eastleigh      | Dover Athletic         |
| 2014–15  | Bromley        | Boreham Wood           |

** Không được thăng hạng. Chỉ ở mùa giải 2004–05 có 3 suất thăng hạng lên Conference National. Suất thứ 3 được quyết định ở trận Playoff diễn ra trên sân của Stoke là Britannia Stadium, nơi mà Eastbourne thua với tỷ số 2–1 trước đội thắng Playoff Conference North, Altrincham.

## Các kỉ lục

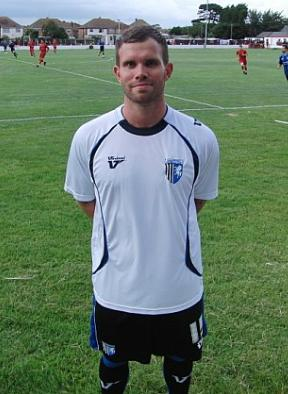
Adam Birchall đang giữ kỷ lục ghi được nhiều bàn thắng nhất trong một mùa giải ở Conference South.

| Trận thắng đậm nhất trên sân nhà                         | 8 – Maidenhead United 8 Truro City 0, 08.09.2012                                                        |
| Trận thắng đậm nhất trên sân khách                       | 7 – Dorchester Town 0 Grays Athletic 7, 23.10.2004                                                      |
| Trận đấu ghi nhiều bàn thắng nhất                        | 11 – Bognor Regis Town 6 Welling United 5, 11.09.2004                                                   |
| Chuỗi trận thắng dài nhất                                | 12 – Welling United, 2012–13                                                                            |
| Chuỗi trận bất bại dài nhất                              | 21 – Newport County, 2009–10                                                                            |
| Số trận thắng nhiều nhất trong một mùa giải              | 32 – Newport County 2009–10                                                                             |
| Số trận thắng ít nhất trong một mùa giải                 | 5 – Sutton United 2007–08 Fisher Athletic 2008–09 Weston-super-Mare & Weymouth 2009–10 Thurrock 2011–12 |
| Số trận thua nhiều nhất trong một mùa giải               | 34 – Fisher Athletic 2008–09                                                                            |
| Số trận thua ít nhất trong một mùa giải                  | 3 – Newport County 2009–10                                                                              |
| Số trận hòa nhiều nhất trong một mùa giải                | 17 – Welling United 2005–06 Lewes 2006–07 Braintree Town 2009–10 Boreham Wood 2012–13                   |
| Số trận hòa ít nhất trong một mùa giải                   | 3 – Redbridge 2004–05 Eastleigh 2005–06 Fisher Athletic 2008–09                                         |
| Số bàn thắng ghi được nhiều nhất trong một mùa giải      | 118 – Grays Athletic, 2004–05                                                                           |
| Số bàn thắng ghi được ít nhất trong một mùa giải         | 22 – Fisher Athletic 2008–09                                                                            |
| Số bàn thắng bị thủng lưới nhiều nhất trong một mùa giải | 103 – Weymouth 2009–10                                                                                  |
| Số bàn thắng bị thủng lưới ít nhất trong một mùa giải    | 26 – Newport County, 2009–10                                                                            |
| Chuỗi trận giữ sạch lưới dài nhất trong một mùa giải     | 23 – Newport County 2009–10                                                                             |
| Số điểm giành được nhiều nhất trong một mùa giải         | 103 – Newport County 2009–10                                                                            |
| Số bàn thắng cá nhân nhiều nhất trong một mùa giải       | 34 – Adam Birchall, Dover Athletic, 2010–11                                                             |
| Số bàn thắng cá nhân nhiều nhất trong một trận đấu       | 6 – Mitchell Bryant, Weymouth 0 Basingstoke Town 6, 13.02.2010                                          |
| Số khán giả đến xem đông nhất                            | 5,022 – Weymouth vs. St Albans City, 17.04.2006                                                         |
| Số khán giả trung bình đến xem cao nhất                  | 3,219 – AFC Wimbledon, 2008–09                                                                          |